# Conseil national kurde
Pour les articles homonymes, voir CNK.
Le Conseil national kurde (CNK) est une organisation politique kurde impliquée dans la guerre civile syrienne. Opposé également au régime de Bachar el-Assad, il se différencie du reste de l’opposition syrienne en ce qu’il souhaite une décentralisation et lutte pour l’autonomie des Kurdes. Le CNK est par ailleurs entré en conflit avec le Parti de l’union démocratique (PYD), accusé d’être un soutien au gouvernement baasiste syrien.

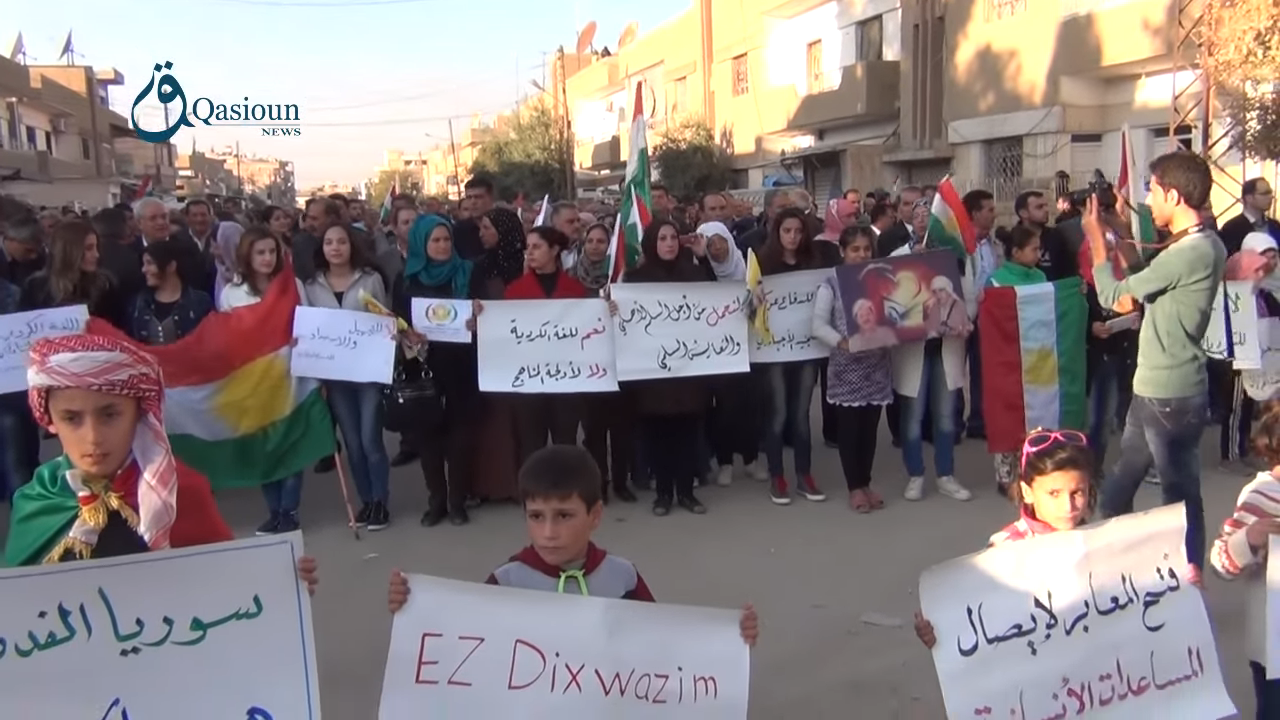
Manifestation de partisans du Conseil national kurde à Qamichli en 2015.

## Histoire
Il est fondé à Erbil (Irak) le 26 octobre 2011 sous le parrainage de Massoud Barzani, peu de temps après l’annonce de la création du Conseil national syrien (CNS). Le CNK regroupe 15 partis kurdes syriens en mai 2012. Le 12 juillet 2012, le Conseil national kurde et le Parti de l’union démocratique ont signé un accord d'union dans une structure commune, le Conseil suprême kurde. Cependant, le PYD s'est vite trouvé en position dominante dans le Conseil suprême ; en décembre 2013-janvier 2014, le Gouvernement régional du Kurdistan irakien a même fermé brièvement la frontière entre les deux pays pour forcer le PYD à rendre une partie de ses pouvoirs au CNK.

## Liste des partis constituants
| Nom                                   | Dirigeant         |
| ------------------------------------- | ----------------- |
| Parti démocratique kurde              | Nasreddin Ibrahim |
| Parti national-démocratique           | Tahir Sfook       |
| Parti démocratique-égalitaire kurde   | Aziz Dawe         |
| Parti démocratique-progressiste kurde | Hamid Darwish     |
| Parti démocratique kurde syrien       | Sheikh Jamal      |
| Parti de gauche kurde                 | Mohammed Musa     |
| Yekiti Kurdistani                     | Abdul Basit Hamo  |
| Parti démocratique kurde Wifaq        | Nash’at Mohammed  |